# Radio Télévision Libre des Mille Collines

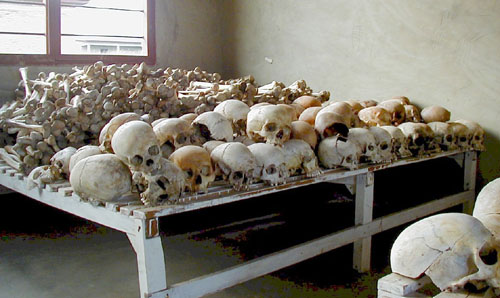
Cráneos en el Museo del Genocidio de Murambi.

Radio Televisión Libre de las Mil Colinas o RTLM (en francés: Radio Télévision Libre des Mille Collines y en kiñaruanda: Radiyo yigenga y'imisozi igihumbi) fue una emisora de radio ruandesa que transmitió del 8 de julio de 1993 al 31 de julio de 1994. Jugó un rol importante durante el genocidio ocurrido en Ruanda durante la guerra civil ruandesa.
El nombre de la estación viene de la expresión en francés usada para describir a Ruanda, "El país de las mil colinas". Para su fundación recibió apoyo de Radio Rwanda, controlada por el gobierno, que en un principio permitió la transmisión desde sus equipos.
La emisora, que contó con una amplia aceptación en la población general y emitía tanto en francés como en kiñaruanda, comenzó a emitir propaganda en contra de los tutsis, hutus moderados y la Misión de las Naciones Unidas en Ruanda (MINUAR). Su historia se encuentra vinculada a la creación de una atmósfera de racismo y odio en la nación africana que permitió el genocidio.

## Historia

### Antes del genocidio
RTLM inició transmisiones en 1993, sin embargo, fue planificada desde 1992 por hutus radicales, en respuesta al incremento de la postura cada vez no partidista de Radio Rwanda y la creciente popularidad de Radio Muhabura, emisora del Frente Patriótico Ruandés. Desde su inicio compartía una posición en contra de las conversaciones de paz entre el presidente Juvénal Habyarimana, cuya familia sostuvo la estación de radio, y el Frente Patriótico Ruandés. Logró aumentar su audiencia transmitiendo música moderna, lo que hizo que tuviera gran arraigo dentro de la población más joven, de donde surgiría la célula que dio origen al Interahamwe.
La emisora promovió la diferenciación y el odio racial, utilizando música popular del Zaire (actual República Democrática del Congo) y programas de humor-opinión con una retórica racista.
En enero de 1994, la emisora emitió mensajes en los que se reprendía al comandante de la UNAMIR, Roméo Dallaire, por no haber impedido la matanza de unas 50 personas en una zona desmilitarizada de la ONU.
Luego de que fuera atacado el avión presidencial, la RTLM empezó a transmitir mensajes de odio hacia los tutsis, llamando a una guerra final para ''exterminarlos''.

### Después del genocidio
Durante el genocidio, la RTLM actuó como fuente de propaganda incitando al odio y la violencia contra los tutsis, contra los hutus que estaban a favor del acuerdo de paz, contra los hutus que se casaban con tutsis, y abogando por la aniquilación de todos los tutsis de Ruanda. La RTLM informó de las últimas masacres, victorias y acontecimientos políticos de forma que promoviera su agenda antitutsi. En un intento de deshumanizar y degradar, la RTLM se refirió constantemente a los tutsis y al Frente Patriótico Ruandés como "cucarachas" durante sus emisiones. El FPR denominó a la RTLM como "Radio Machete" o en algunas ocasiones como "Radio Televisión de la Muerte".
Cuando las fuerzas francesas entraron en Ruanda durante la Operación Turquesa, que aparentemente tenía como objetivo proporcionar una zona segura a los que escapaban del genocidio, pero que supuestamente también apoyaba al gobierno interino dominado por los hutus, un locutor de la emisora emitió un llamamiento a las chicas hutus "para que se laven y se pongan un buen vestido para recibir a nuestros aliados franceses". Al indicar que "las chicas tutsis estaban muertas", llamó a aprovechar "aquella oportunidad".
Cuando el Frente Patriótico Ruandés se hizo con el control de la capital el 4 de julio de 1994, el RTLM se hizo con equipos móviles y huyó al Zaire con los refugiados hutus. Desde allí, la radio continuó sus emisiones hasta el 31 de julio de 1994.

## Figuras
Dos locutores en la emisora, Kantano Habimana y Valérie Bemeriki son conocidos tristemente por sus frases a favor del exterminio de los tutsis. Habimana llamaba al fusilamiento, mientras que Bemeriki llamaba a favor del descuartizamiento de los tutsis usando machetes. Noël Hitimana fue también uno de sus locutores, luego de que fuera despedido de Radio Rwanda al insultar a Juvénal Habyarimana en el aire en estado de embriaguez, pero dejó la emisora en 1994. Georges Ruggiu, pese a no ser ruandés (sino belga), fue también locutor de la emisora.

## Consecuencias
El Tribunal Penal Internacional para Ruanda inició acciones contra la RTLM a partir del 23 de octubre de 2000, con un juicio en contra de Hassan Ngeze, director y editor de la Revista Kangura, medio impreso que también incitó la matanza.
El 19 de agosto de 2003, en el tribunal en Arusha (Tanzania) se solicitaron cadenas perpetuas contra los líderes de la RTLM, Ferdinand Nahimana y Jean Bosco Barayagwiza, por cargos de genocidio, incitación al genocidio y crímenes de lesa humanidad antes y durante el periodo del genocidio de 1994.
El 3 de diciembre de 2003, la corte halló culpables a los tres imputados. Nahimana y Ngeze fueron condenados a cadena perpetua y Barayagwiza a 35 años de prisión.
El 14 de diciembre de 2009, la locutora Valérie Bemeriki fue declarada culpable por un tribunal gacaca de Ruanda y condenada a cadena perpetua por su papel en la incitación a actos genocidas.